# Barbara Carr
Barbara Carr (St. Louis, 9 de janeiro de 1941) é uma cantora norte-americana.